# Tanjong Pagar United FC
El Tanjong Pagar United Football Club es un equipo de fútbol de Singapur que juega en la S.League, la liga de fútbol más importante del país.

## Historia
Fue fundado en el año 1975 en la ciudad de Queenstown con el nombre Tiong Bahru Constituency Sports Club, el cual usó hasta 1997, año en que lo cambió por el que lleva actualmente. 
El equipo desapareció temporalmente en el año 2004 por problemas financieros, pero en el año 2011 regresó a la S.League. Ha sido campeón de liga en 2 ocasiones y ha ganado 5 torneos de copa.
A nivel internacional ha participado en 2 torneos continentales, donde nunca ha podido avanzar de la Fase de Clasificación.

## Palmarés
- S.League: 2

1983, 1987
- Copa de Singapur: 5

1982, 1985, 1987, 1994, 1998

## Participación en competiciones de la AFC
- Copa de Clubes de Asia: 2 apariciones

| 1986 - Ronda Clasificatoria | 1988 - Ronda Clasificatoria |

## Gerencia
- Presidente:  Edward Liu
- Secretario Honorario:  Zen Tay
- Tesorero Honorario:  Chan Kok Hock
- Supervisor:  Richard Woon

## Cuerpo técnico
- Entrenador:  Terry Pathmanathan
- Director Técnico:  D Tokijan
- Entrenador de Porteros:  Lim Queen Cher
- Preparador Físico:  Mohamed Nasser

## Ex Entrenadores
- PN Sivaji
- Tohari Paijan
- Robert Alberts

## Jugadores

### Jugadores destacados
| - Vlado Bozinoski - Ivan Kelic - John Klappas - Pedro Ricoy - Mark Silics - Kris Trajanovski - Emile Mbouh Mbouh - Gao Hongbo - Davor Dželalija - Dragan Talajić - Paul Masefield - Nicodeme Boucher - Panca Oktaharbiansyah - Sutee Suksomkit - Narongchai Vachiraban | - Hyun Jong Woon - Daniel Bennett - Saswadimata Dasuki - Lim Tong Hai - Lim Soon Seng - S Subramani - Ratna Suffian - Steven Tan |